# 캘럼 스콧
캘럼 스콧(영어: Calum Scott, 1988년 10월 12일 ~ )은 잉글랜드의 싱어송라이터이다. 2015년 4월, ITV의 "브리튼스 갓 탤런트"에 참가하여 로빈의 히트곡 "Dancing on My Own"을 자신의 버전으로 불러 사이먼 코웰(Simon Cowell)의 골든 버저(Golden Buzzer)를 받은 후 두각을 나타냈다. 프로그램에서 6위를 한 후 그는 이듬해 자신의 버전을 싱글로 발표했고, 이는 영국 싱글 차트에서 2위에 올랐으며 2016년 여름 영국에서 가장 많이 팔린 싱글이 되었다.
스콧은 나중에 캐피틀 레코드와 계약을 맺고 2017년에 싱글 "You Are the Reason"을 발매했다. 이 곡은 2018년 데뷔 앨범 "Only Humam"에 포함되었으며, 영국 앨범 차트에서 4위를 기록하여 현재 10억 스트리밍을 넘었다. 2018년 후반에는 리오나 루이스와 협력하여 "You Are the Reason"의 듀엣 버전을 발표했다.